# Увира, Эдуард
Эдуард Увира (чеш. Eduard Uvíra; 12 июля 1961, Опава, Чехословакия) — бывший чехословацкий хоккеист, защитник. В составе сборной Чехословакии двукратный участник Олимпийских игр, серебряный призёр Олимпийских игр 1984 года в Сараево, участник Кубка Канады 1984 года, чемпион мира 1985 года, двукратный серебряный призёр чемпионатов мира.

## Биография
Эдуард Увира провёл начал свою карьеру в клубе «Литвинов». В 1980 году дебютировал в чемпионате Чехословакии. В 1981 году на два года перешёл в армейскую команду «Дукла Йиглава», в составе которой дважды становился чемпионом Чехословакии. В 1983 году вернулся в «Литвинов», за который отыграл следующие 2 сезона. С 1985 по 1990 год выступал за «Слован Братислава». В 1990 году уехал за границу, играл в Германии до 2003 года.
После окончания игровой карьеры стал тренером. Работал с командами: «Опава» (2007—2009), «Ландсхут» (2011—2012), с 2014 года тренирует юниорскую команду немецкого клуба «Ингольштадт».
C 1981 по 1989 год играл за сборную Чехословакии. Участник ЧМЕ 1982, 1983 и 1985 (30 матчей), ЗОИ 1984 и 1988 (9 матчей, 1 гол), розыгрыша Кубка Канады 1984 (5 матчей). Становился серебряным призёром Олимпийских игр 1984 года ичемпионатов мира 1982 и 1983 годов. Самым главным успехом в карьере стала золотая медаль чемпионата мира 1985 года, проходившего в Чехословакии.

## Достижения
- Чемпион мира 1985
- Серебряный призёр чемпионата мира 1982
- Серебряный призер чемпионата мира и Европы 1983
- Серебряный призер чемпионата Европы 1985
- Бронзовый призер чемпионата Европы 1982
- Серебряный призёр Олимпийских игр 1984
- Чемпион Европы среди юниоров 1979
- Чемпион Чехословакии 1982 и 1983
- Серебряный призёр чемпионата Чехословакии 1984
- Серебряный призёр чемпионата Германии 1995
- Бронзовый призёр чемпионата Германии 1998 и 2002

## Статистика
- Чемпионат Чехословакии — 346 игр, 115 очков (43 шайбы + 72 передачи)
- Чемпионат Германии — 395 игр, 138 очков (33+105)
- Вторая немецкая лига — 60 игр, 21 очко (6+15)
- Третья немецкая лига — 99 игр, 56 очков (11+45)
- Сборная Чехословакии — 123 игры, 9 шайб[1]
- Всего за карьеру — 1023 игры, 102 шайбы

## Семья
Его сын Себастиан Увира (род. 26.01.1993 г.) — хоккеист, нападающий клуба немецкой хоккейной лиги «Кёльнер Хайе».